# Эрзянь правда
«Эрзянь правда» (з ерз. «Ерзянська правда») — республіканська газета ерзянською мовою, що видається в Мордовії. Засновниками є уряд і Державні Збори Мордовії.
У газеті публікуються матеріали про соціальні, політичні та економічні події республіки, а також висвітлюються питання мови і культури ерзянського народу.
Виходить 1 раз в тиждень на 16 шпальтах формату А3. Тираж 3250 примірників. У 1970-ті роки тираж складав 7 тис. примірників.
Газета виходить з 1921 року. Спочатку називалася «Якстере теште» («Червона Зірка») та друкувалася ерзянською і мокшанською мовами. З 1924 року — тільки ерзянською мовою. Виходила в Москві. У 1930 році редакція переїхала в Саранськ. У 1931 році назва газети змінена на «Эрзянь комуна» («Ерзянська комуна»). Сучасна назва — з 1957 року. У 1971 році нагороджена орденом «Знак Пошани».